# American Railcar Industries
American Railcar Industries, Inc. (ARI) är ett amerikanskt företag grundat 1994 som tillverkar järnvägsvagnar. Företaget har fabriker i Marmaduke och Paragould, både i Arkansas. American Railcar Industries president och VD är sedan oktober 2013 Jeffrey Hollister.